# Juan Daniel Salaberry
Juan Daniel Salaberry Brum (Artigas, 7 de febrero de 1980) es un exfutbolista uruguayo. Se desempeñaba como centrocampista.

## Clubes
| Club                   | País      | Año         |
| ---------------------- | --------- | ----------- |
| Defensor Sporting      | Uruguay   | 2000        |
| Rampla Juniors         | Uruguay   | 2001 - 2002 |
| Salto                  | Uruguay   | 2003        |
| River Plate            | Uruguay   | 2004        |
| Salto                  | Uruguay   | 2005        |
| Universitario de Sucre | Bolivia   | 2006        |
| The Strongest          | Bolivia   | 2007        |
| Universitario de Sucre | Bolivia   | 2008        |
| Deportivo Cali         | Colombia  | 2008        |
| PSMS Medan             | Indonesia | 2009        |
| Jorge Wilstermann      | Bolivia   | 2010 - 2011 |
| Flamengo de Sucre      | Bolivia   | 2012 - 2013 |